# Carlos García (atleta)

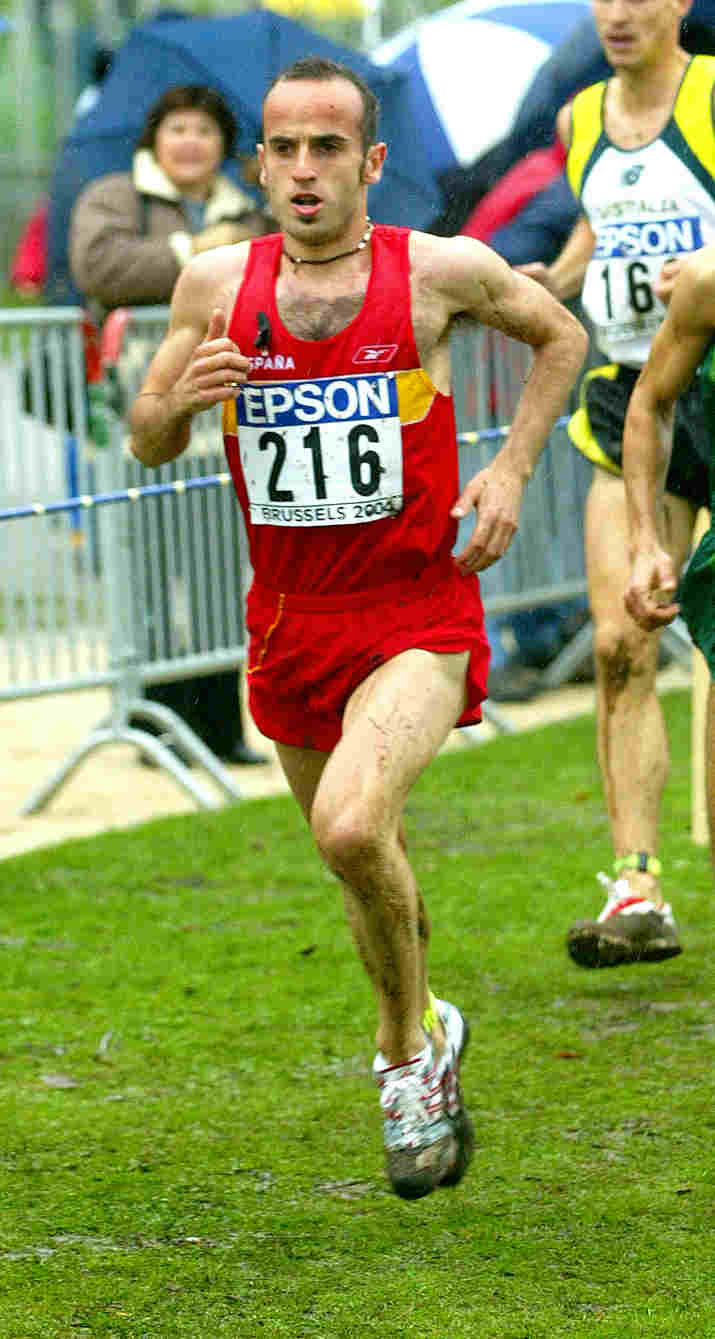
Carlos García en2004

Carlos Garcia Gracia, nacido en Fuendejalón (Zaragoza) el 20 de agosto de 1975. Atleta olímpico español, su especialidad son los 5000 ml y el cross. Carlos comparte deporte y triunfos con su hermano gemelo Roberto, ambos fueron olímpicos en Atenas 2004 en la misma prueba los 5000 ml, hecho histórico en la historia del atletismo español. Ambos atletas han sido duramente castigados por las lesiones lo que les ha impedido aumentar su palmarés atlético.Su éxitos comenzaron en 1994 cuando consiguió la medalla de plata en los Campeonatos del Mundo Junior en Lisboa, su irrupción en el mundo profesional se produjo en 1997 ganando el Campeonato de España de 3000 en P.C., Medalla de Plata en el Campeonato del Mundo Universitario en 1.500ml. A partir de ahí vendría una larga serie de lesiones que le hicieron pasar por el quirófano hasta en 3 ocasiones. Con el impulso de su hermano gemelo volvió a la alta competición en 2004 clasificándose en el puesto 14ª en el Campeotano del Mundo de cross corto en Bruselas, siendo el primer atleta europeo, ese mismo año también asistió a los juegos olímpicos junto a su gemelo Roberto. Una posterior operación en 2007 lo retiraría definitivamente de las pistas.Carlos dirige varios proyectos para fomentar su deporte, el atletismo, no solo desde su faceta como atleta. Él, Junto a su hermano Roberto, son los fundadores y promotores de varios Campus de atletismo dedicados a promover este deporte entre los más jóvenes.

## Mejores Marcas
- 800 ml 1.47.98 (1997)
- 1500 ml 3.36.41 (1996)
- 3000 ml 7.43.91 (2004)
- 5000 ml 13.16.40 (2004)

## Historial Español
- Campeón de España júnior de 10.000m (1994)
- Campeón de España promesa de 1.500 m al aire libre (1996)
- Campeón de España absoluto de 3000 m en pista cubierta (1997)
- Campeón de España promesa de campo a través (1997)

## Historial Internacional
- JJOO 2004 - Atenas 5000 m
- CE23 1997 - Turku 1.500 m (2º/3:43.24)
- CE-j 1994 - Lisboa 20.000m (2º)
- JMed 1997 - Bari 1.500 m (4º/3:45.96)
- CMpc 1997 - París 3000 m (5e1/7:54.01)
- Univ 1997 - Catania 1.500 m (2º/3:47.97)
- CMcross 2004: corto (14º); 2006: corto (37.º)
- Otros 1997 - Génova ITA-ESP-FRA-NOR-RUS: 3000 m (1º/7:49.67)

## Vídeos
- Paso a paso, Carlos García
- Carlos García, Todo por un sueño

- Datos: Q2895206
- Multimedia: Carlos García (athlete) / Q2895206